# Hunky Dory
Vous lisez un « bon article » labellisé en 2021.
Albums de David Bowie
The Man Who Sold the World
(1970) The Rise and Fall of Ziggy Stardust and the Spiders from Mars
(1972)
Singles
1. Changes
Sortie : 7 janvier 1972
2. Life on Mars?
Sortie : 22 juin 1973

Hunky Dory est le quatrième album studio du chanteur britannique David Bowie. Il est sorti le 17 décembre 1971 chez RCA Records.
Il s'agit de son premier album chez RCA, qui reste sa maison de disques jusqu'à la fin des années 1970, et de sa deuxième collaboration avec le guitariste Mick Ronson. Musicalement, il propose une série de chansons pop dominées par le piano et offre un contraste marqué avec le son plus électrique et lourd de son précédent disque, The Man Who Sold the World. Ses paroles sont pleines d'allusions à la littérature, au cinéma et à l'occultisme et rendent également hommage à des icônes américaines comme Andy Warhol, Bob Dylan et Lou Reed.
À sa sortie, Hunky Dory rencontre un succès commercial limité en dépit de bonnes critiques dans la presse britannique comme américaine. Ce n'est que l'année suivante, lorsque Bowie devient une vedette au Royaume-Uni sous les traits de Ziggy Stardust, que le disque commence à se vendre suffisamment pour entrer dans les hit-parades. Il est considéré avec le recul comme l'un des meilleurs albums de Bowie et celui où l'artiste trouve sa voix et sa voie, avec des chansons comme Changes ou Life on Mars? qui comptent parmi les plus populaires de son répertoire.

## Histoire

### Contexte

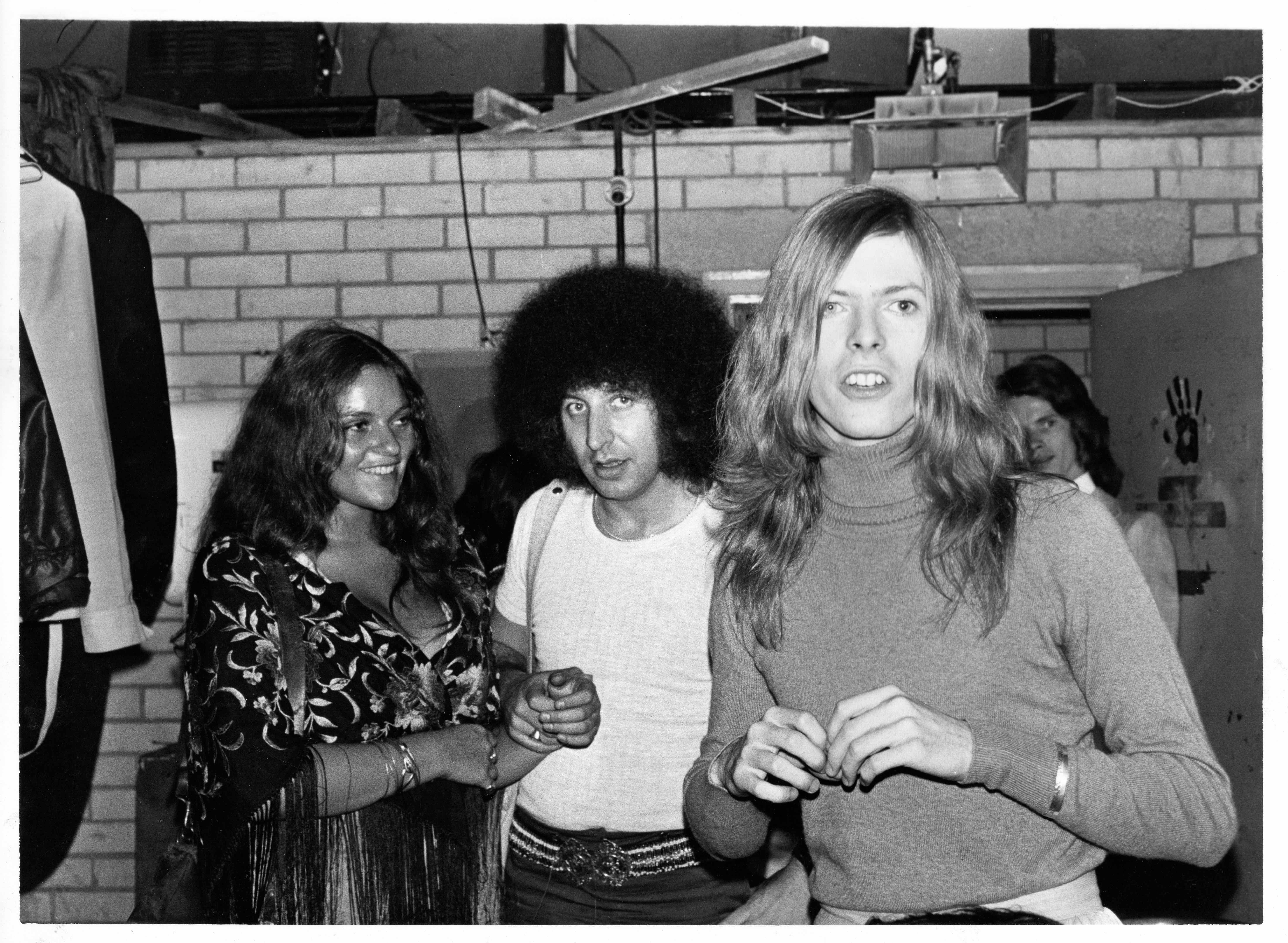
David Bowie et son amie la chanteuse Dana Gillespie entourent leur imprésario Tony Defries en 1971.

David Bowie termine d'enregistrer son troisième album studio, The Man Who Sold the World, en mai 1970. Au cours des douze mois qui suivent, son activité en studio et sur scène est réduite, mais il reste créatif en écrivant de nombreuses chansons. Son nouvel imprésario Tony Defries lui obtient un contrat d'édition avec Chrysalis Music au mois d'octobre. Séduit par la démo de Holy Holy que lui fait écouter Bowie, Bob Grace, l'un des cadres de Chrysalis, convainc le cofondateur de la société Chris Wright (en) de signer avec le jeune homme,. Grace est si enthousiaste qu'il n'hésite pas à louer les studios londoniens de Radio Luxembourg pour permettre à Bowie d'enregistrer les démos de chansons comme Oh! You Pretty Things, Moonage Daydream, Hang On to Yourself ou Lady Stardust entre janvier et mars 1971. La première devient un tube pour Peter Noone, l'ancien chanteur du groupe Herman's Hermits : sa version, sur laquelle Bowie joue du piano, se classe no 12 des ventes au Royaume-Uni en juin.
Durant la première moitié de l'année 1971, Bowie consacre une partie de son temps à essayer de promouvoir d'autres artistes. Il enregistre ainsi quelques chansons avec le trio Rungk, composé du guitariste Mark Pritchett, du bassiste Pete de Somogyl et du batteur Tim Broadbent. Il rebaptise le groupe Arnold Corns et leur adjoint comme chanteur son ami le styliste Freddie Burretti, rebaptisé Rudi Valentino pour l'occasion, même si c'est bien Bowie qui interprète ces chansons. Grace suggère de les publier pour compenser le coût de la location des studios de Radio Luxembourg et le 45 tours Moonage Daydream / Hang On to Yourself sort en mai sur le label B&C Records. Ni la presse, ni le public ne s'y intéressent. Au mois d'avril, Bowie fait enregistrer à son ami Mickey King Rupert the Riley, une chanson humoristique sur sa voiture, une Riley Gamecock (en) de 1932. Elle ne voit jamais le jour, mais marque la première collaboration du chanteur avec le producteur Ken Scott,.
Le contrat de Bowie avec Mercury Records a pour échéance le mois de juin 1971. Bien que la maison de disques souhaite le renouveler pour trois années supplémentaires, Tony Defries refuse en des termes moins qu'amènes et obtient même que la société abandonne ses droits sur les deux albums que Bowie a enregistrés pour elle, David Bowie (1969) et The Man Who Sold the World. Il compte obtenir un contrat plus avantageux pour son protégé et pour lui-même auprès d'une autre compagnie,.

### Enregistrement

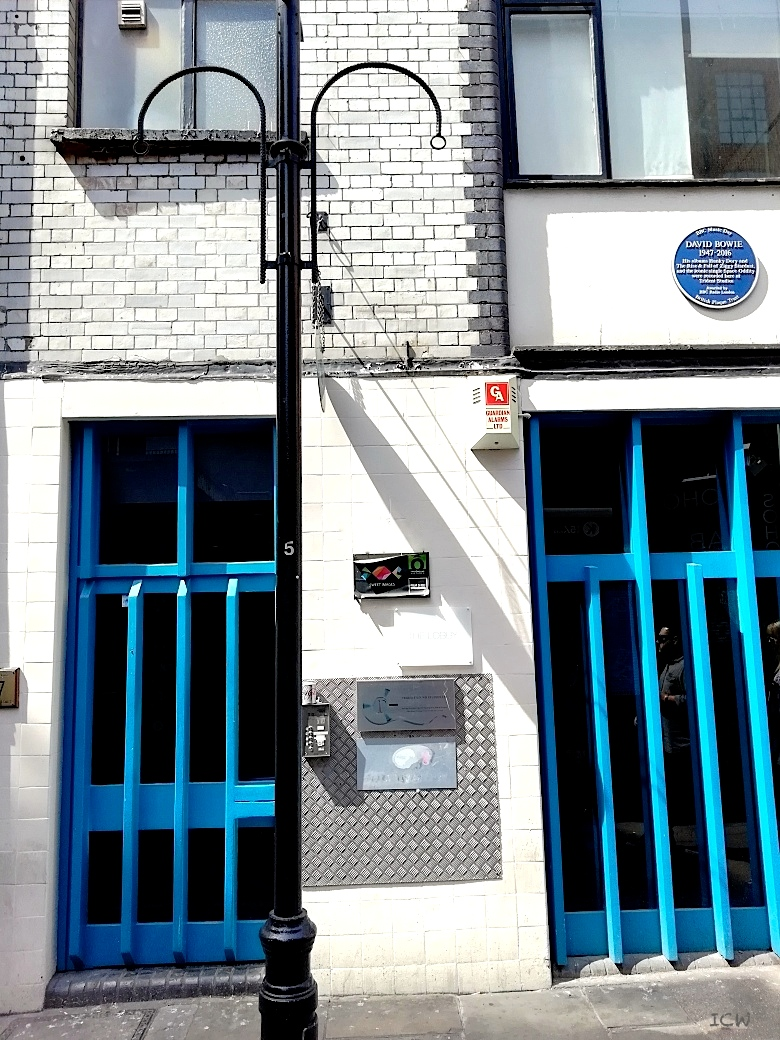
L'entrée des anciens studios Trident en 2018.

Pour enregistrer Hunky Dory, Bowie décide de faire appel au guitariste Mick Ronson, avec qui il a déjà travaillé sur The Man Who Sold the World. Les deux hommes ne se sont pas vus depuis le mois d'août 1970, lorsque Ronson, fatigué par la désinvolture de Bowie et le manque d'argent, décide de retourner dans sa ville natale de Kingston upon Hull. Il tente de mettre sur pied son groupe, Ronno, mais son unique single chez Vertigo Records est un échec commercial. Lorsque Bowie rappelle Ronson, au mois de mai 1971, le guitariste accepte avec joie de le rejoindre à Londres. Le batteur Mick Woodmansey, qui a lui aussi joué sur The Man Who Sold the World, l'accompagne, et un nouveau bassiste est recruté en la personne de Trevor Bolder, une connaissance de Ronson, lui aussi originaire du Yorkshire de l'Est. Ce trio, les futurs Spiders from Mars, se produit avec Bowie pour la première fois pour l'émission de radio In Concert, présentée par John Peel, qui est enregistrée le 3 juin et diffusée le 20.
Les séances d'enregistrement de Hunky Dory débutent le 8 juin 1971 aux studios Trident avec une première prise de Song for Bob Dylan. Alors qu'il s'est montré assez détaché pendant la conception de The Man Who Sold the World, le chanteur s'investit intensément dans la production de son nouvel album : les crédits précisent que Ken Scott, rappelé pour produire le disque, est « assisté par l'acteur », c'est-à-dire Bowie. Mick Ronson se charge quant à lui des arrangements de cordes avec un talent qui impressionne Scott. Un grand nombre de chansons sont enregistrées durant ces séances, dont certaines, comme It Ain't Easy, ne voient le jour que sur l'album suivant de Bowie, The Rise and Fall of Ziggy Stardust and the Spiders from Mars, tandis que d'autres, comme Bombers, restent inédites.
Les musiciens sont rejoints le 9 juillet par Rick Wakeman, le claviériste du groupe Strawbs, qui retrouve ainsi Bowie deux ans après avoir joué du mellotron sur le single Space Oddity. Il ajoute des parties de piano sur plus de la moitié des chansons de l'album. L'instrument dont il joue est le Bechstein de 1898 utilisé par Paul McCartney sur Hey Jude des Beatles quelques années plus tôt. Bowie invite Wakeman à rejoindre son groupe d'accompagnement de manière définitive, mais le claviériste est contacté entre-temps par Chris Squire et décline la proposition de Bowie pour devenir membre du groupe de rock progressif Yes.
Fin juillet, Tony Defries fait presser à ses frais un disque promotionnel afin de démarcher différentes maisons de disques. Ce disque comprend sur une face des chansons de Bowie et sur l'autre des chansons de son amie Dana Gillespie, dont plusieurs (comme Andy Warhol) sont des compositions de Bowie. La face du chanteur se compose de Oh! You Pretty Things, Eight Line Poem, Kooks, It Ain't Easy, Queen Bitch, Quicksand et Bombers. L'enregistrement de Hunky Dory se poursuit encore pendant quelques jours : The Bewlay Brothers est enregistrée le 30 juillet, Life on Mars? et la version finale de Song for Bob Dylan le sont le 6 août, jour des dernières séances de travail.

### Parution et accueil
Tony Defries se rend aux États-Unis au mois d'août avec le disque promotionnel de Bowie. Il a déjà des contacts avec plusieurs labels prestigieux : CBS, Columbia, Bell, United Artists et RCA. En l'espace de quelques jours, il est sur le point de conclure un accord avec United Artists lorsqu'une offre supérieure de RCA lui parvient à la dernière minute. Emballé à l'idée de signer avec le label d'Elvis Presley et du colonel Parker, Defries accepte la proposition de RCA. Bowie le rejoint à New York le 8 septembre et signe le lendemain un contrat de deux ans pour trois albums avec ce label. Durant son séjour aux États-Unis, le chanteur a l'occasion de rencontrer Lou Reed et Iggy Pop, deux artistes qui le fascinent. De passage à la Factory, il offre à Andy Warhol un exemplaire de la chanson qu'il a écrite sur lui, mais ce dernier quitte la pièce sans dire un mot.
RCA publie Hunky Dory le 17 décembre 1971 au Royaume-Uni. Le single Changes / Andy Warhol suit le 7 janvier 1972. Le présentateur de radio Tony Blackburn en fait son disque de la semaine et le diffuse fréquemment dans son émission matinale sur BBC Radio One, mais cela ne suffit pas à le faire entrer au hit-parade. L'album bénéficie de bonnes critiques dans la presse musicale britannique : « le chef-d'œuvre d'un génie » pour New Musical Express, « les compositions musicales les plus imaginatives qu'on ait vues sur disque depuis un bon moment » pour Melody Maker. La critique de Disc and Music Echo décrit Bowie comme « l'un de nos plus talentueux excentriques » et lui promet le succès s'il peut faire vivre ses nouvelles chansons sur scène. Les journalistes américains sont également enthousiastes : le New York Times considère le chanteur comme « à ce jour le jeune homme le plus brillant à avoir opté pour l'album comme moyen d'expression ».
En dépit de cet accueil favorable, les ventes de Hunky Dory restent modérées. RCA ne le promeut effectivement que de manière limitée, considérant avoir déjà dépensé suffisamment d'argent pour un artiste dont le potentiel commercial reste à prouver et qui a déjà annoncé vouloir changer radicalement d'image et de son. En mai 1972, six mois après sa sortie, le disque ne s'est écoulé qu'à cent dix mille exemplaires. Il est néanmoins le premier album de Bowie à figurer dans un classement des meilleures ventes, en atteignant la 176e position du Billboard 200. L'album ne rencontre le succès commercial qu'à partir de la fin de 1972, lorsque Bowie est devenu une vedette sous les traits de Ziggy Stardust. Il fait son entrée dans le classement britannique en septembre et se hisse jusqu'à la 3e place en août 1973, quelques semaines après la sortie en 45 tours de Life on Mars?.

### Postérité
« Beaucoup d'artistes ont un disque sur lequel tout tombe en place, celui qui leur permet d'avoir une longue carrière et d'enfin dire : voici ce que nous sommes et ce que nous faisons. C'est rarement leur premier. The Rolling Stones ont eu Beggars Banquet. Tom Petty and the Heartbreakers ont eu Damn the Torpedoes. U2 a eu War. Radiohead a eu The Bends. Et David Bowie a eu Hunky Dory. »

— Marc Spitz
Hunky Dory est généralement considéré comme l'un des meilleurs albums de la discographie de David Bowie et son premier grand disque. Pour Paul Trynka, il constitue la « première salve du trio majestueux d'albums qui lança le mythe Bowie », tandis que Matthieu Thibault y voit « un accomplissement fondamental dans sa carrière ». Le chanteur estime, dans un entretien de 1999, que ce disque lui apporte pour la première fois « un véritable public, j'entends par là des gens qui viennent me voir pour me dire, bon disque, bonnes chansons ». Des artistes comme Dave Stewart, Boy George ou Guy Garvey (en), du groupe Elbow, le citent comme ayant eu une influence majeure sur leur écriture, tandis que KT Tunstall le décrit comme son album préféré de tous les temps.
Hunky Dory figure dans les trois versions de la liste des 500 plus grands albums de tous les temps établie par le magazine américain Rolling Stone, à la 107e position dans celle de 2003, à la 108e dans celle de 2012 et à la 88e dans celle de 2020. L'album apparaît dans de nombreux autres palmarès des plus grands albums des années 1970 ou de tous les temps.

## Caractéristiques artistiques

### Paroles et musique
Avec ses sonorités acoustiques dominées par le piano et les instruments à cordes, la musique de Hunky Dory offre un contraste net avec le précédent album de Bowie, The Man Who Sold the World, nettement plus électrique et lourd. Cette différence s'explique par un changement de méthode : la plupart des chansons de l'album ont été composées au piano alors que Bowie s'accompagnait plutôt à la guitare acoustique jusqu'alors. Bon nombre d'entre elles ont d'abord été élaborées sous forme de démo avant leur version finale, ce qui distingue cet album de son prédécesseur, The Man Who Sold the World, dont les chansons ont pris forme pendant le processus d'enregistrement. Bowie explique par ailleurs que les paroles des chansons doivent beaucoup à son séjour aux États-Unis en février 1971. Les allusions au cinéma, un art qui fascine le chanteur, y sont nombreuses.
Hunky Dory s'ouvre sur Changes, une ode au changement considérée a posteriori comme un véritable manifeste musical de la part de son auteur, « hymne de jeunesse au ton malicieux et narcissique » pour Matthieu Thibault. Ses paroles reflètent plusieurs thèmes majeurs de son répertoire, comme la question de l'identité ou les rapports entre l'artiste et son public. Derrière son piano enjoué, Oh! You Pretty Things dissimule des paroles troublantes qui évoquent le remplacement de l'humanité par une race supérieure. Elle reflète l'intérêt de Bowie pour Friedrich Nietzsche et pour Aleister Crowley, mais aussi pour la science-fiction, avec ses allusions aux romans The Coming Race (1871) d'Edward Bulwer-Lytton et Childhood's End (1953) d'Arthur C. Clarke.
Après le court interlude Eight Line Poem vient Life on Mars?. Construite sur la même progression d'accords que Comme d'habitude, chanson de Claude François pour laquelle Bowie a proposé un texte anglais rejeté quelques années auparavant, c'est une ballade au piano dont les refrains sont portés par les cordes grandioses arrangées par Mick Ronson. Elle est suivie de Kooks, comptine légère que Bowie dédie à son jeune fils Zowie. Musicalement, elle s'inspire d'une chanson de l'album After the Gold Rush de Neil Young, sorti quelques mois plus tôt, Till the Morning Comes, dont elle reprend l'arrangement au piano et le solo de trompette. La première face de l'album s'achève sur Quicksand, dont les paroles sombres et cryptiques évoquent tour à tour Nietzsche, Crowley, Heinrich Himmler, le bardo tibétain et le cinéma muet.
La deuxième face de l'album se compose d'une série d'hommages à plusieurs influences de Bowie. Elle commence avec Fill Your Heart, qui est la seule reprise du disque. Cette composition de Biff Rose et Paul Williams paraît d'abord en 1968 sur l'album de Rose The Thorn in Mrs Rose's Side ; la version de Bowie suit de très près les arrangements orchestraux de l'originale. Cette chanson enjouée et légère s'inscrit dans la continuité de Kooks et offre un contraste avec les textes plus sombres de titres comme Quicksand. Les trois chansons suivantes rendent respectivement hommage à Andy Warhol (Andy Warhol), Bob Dylan (Song for Bob Dylan) et Lou Reed (Queen Bitch). La première reprend un thème cher à Bowie comme à Warhol, celui de l'artiste devenant sa propre œuvre d'art, sur un accompagnement dominé par la guitare acoustique. La seconde, dont le titre parodie la Song for Woody écrite par Dylan pour Woody Guthrie en 1962, apostrophe le chanteur américain, qui s'est éloigné de ses racines contestataires depuis quelques années, sur un ton mi-implorant, mi-réprimandeur. Enfin, Queen Bitch pastiche le son du Velvet Underground et se distingue du reste de l'album en faisant la part belle à la guitare électrique. Hunky Dory se conclut sur The Bewlay Brothers, chanson aux paroles énigmatiques ajoutée à la dernière minute. Son texte cryptique a fait l'objet d'interprétations variées, mais de l'aveu de son auteur, il s'agit d'une évocation de sa relation avec son demi-frère aîné Terry Burns, qui souffre de schizophrénie.

Allusions et influences
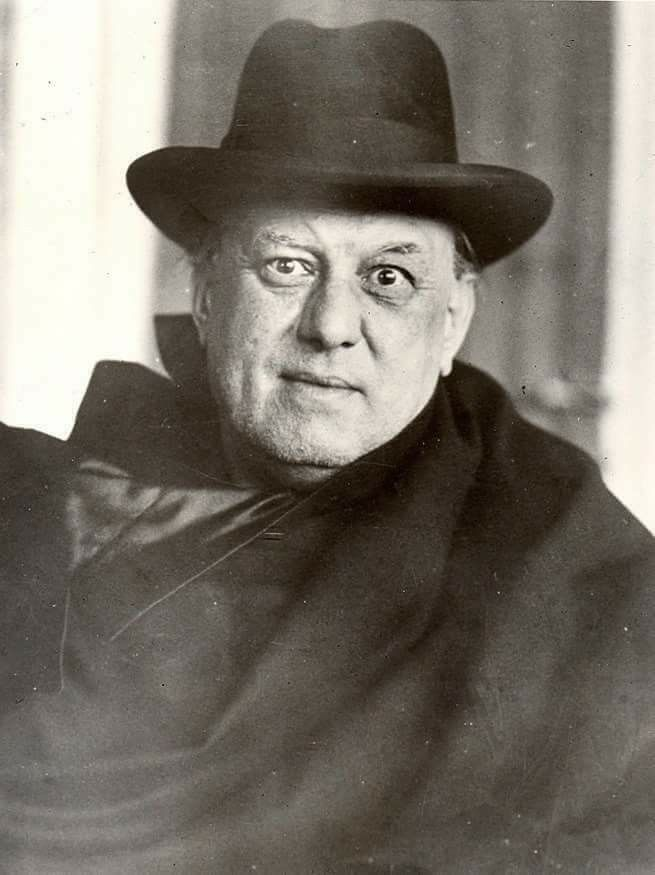
Aleister Crowley
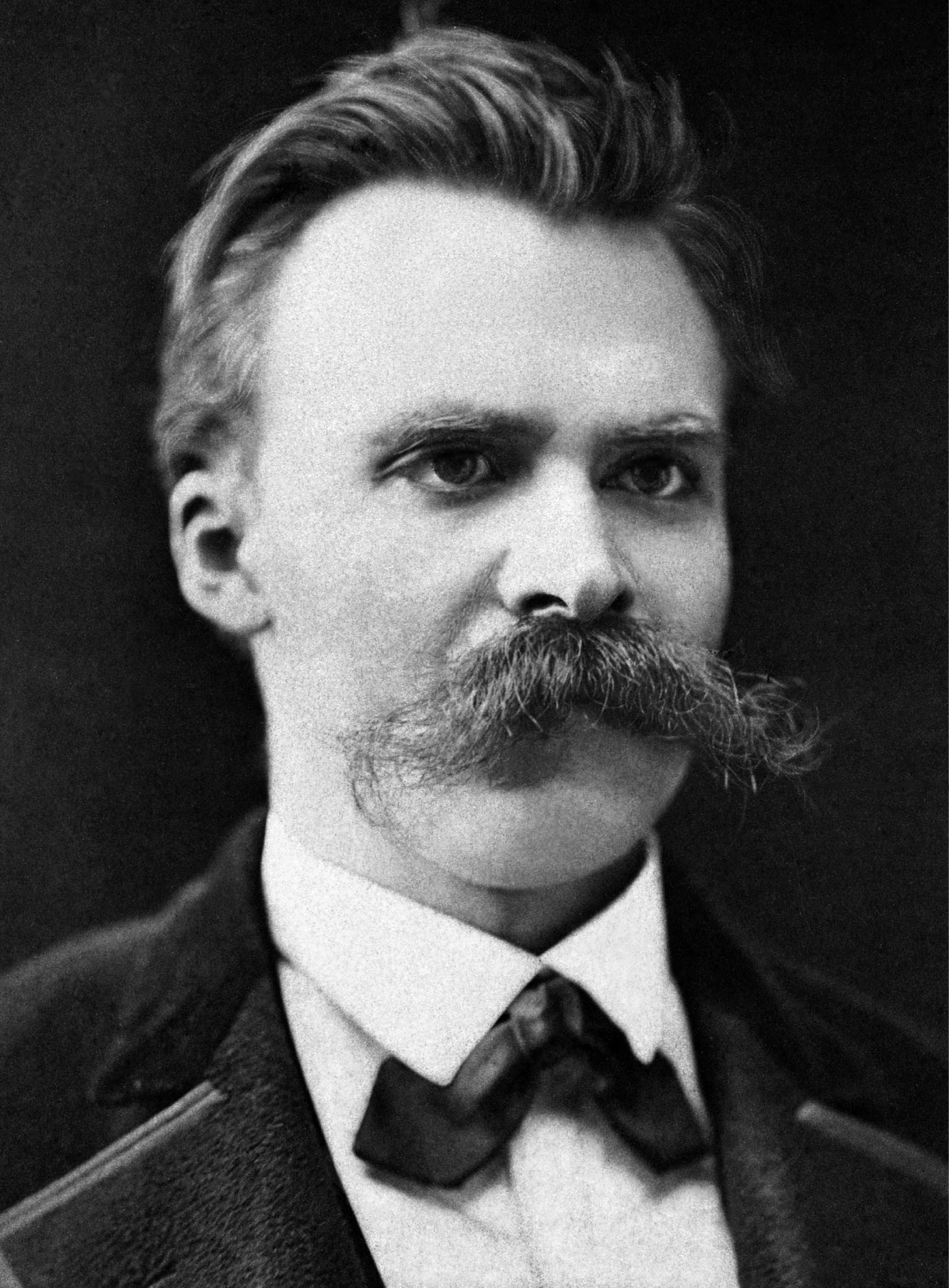
Friedrich Nietzsche
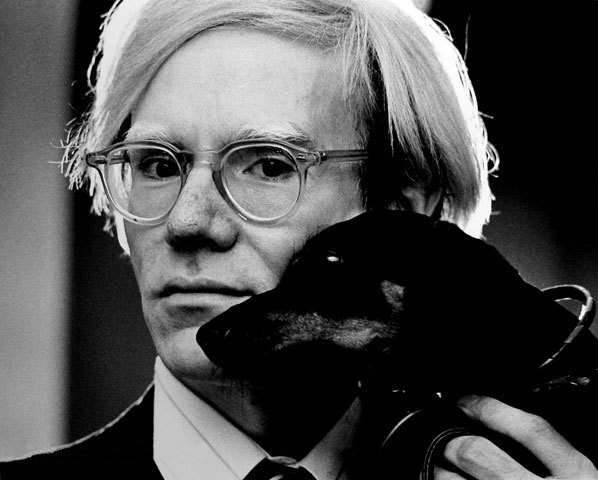
Andy Warhol
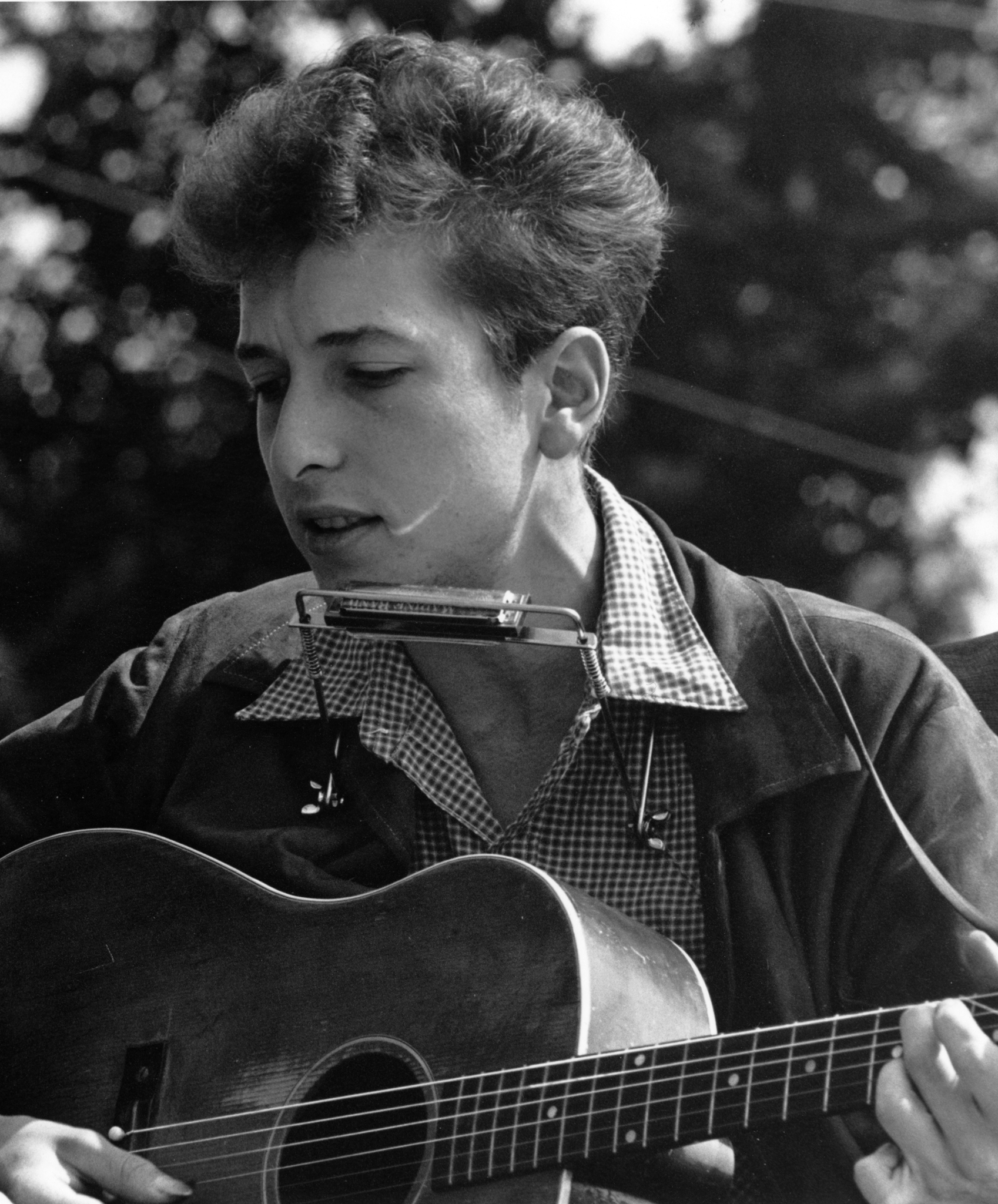
Bob Dylan
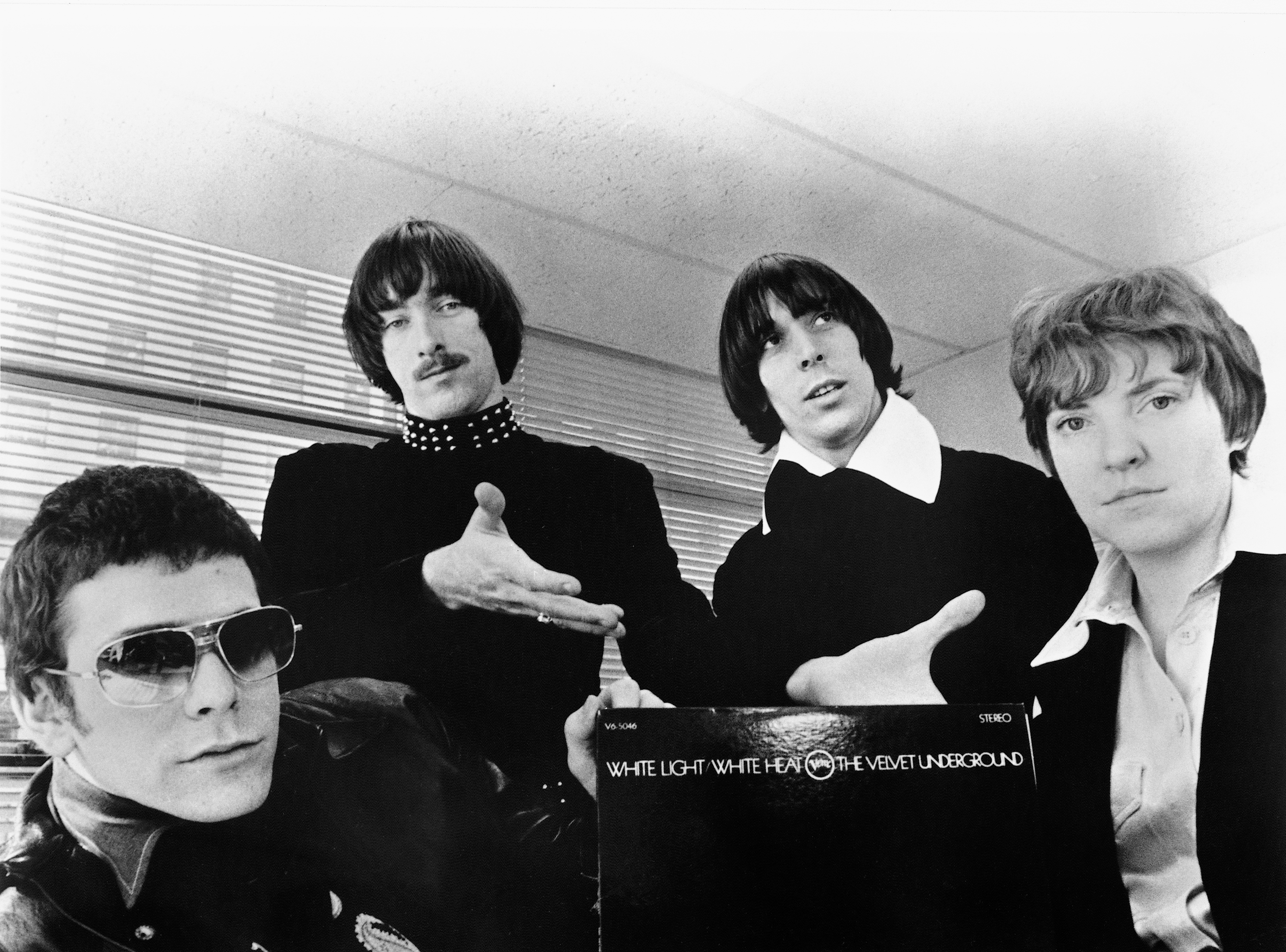
The Velvet Underground

### Pochette et titre
La pochette de Hunky Dory est un portrait en gros plan de Bowie qui brosse en arrière ses cheveux longs, les yeux dans le vague. Il s'agit d'une photographie prise par Brian Ward en noir et blanc qui a été ultérieurement colorisée à l'aérographe par Terry Pastor, l'associé du graphiste George Underwood, un ami d'enfance de Bowie. La pose du chanteur est inspirée d'une photo de l'actrice Greta Garbo. La pochette arrière est un portrait en pied de Bowie, pris en contre-plongée devant un mur blanc. Cet espace vierge est occupé par des annotations de sa main présentant la liste des chansons de l'album, ainsi que les musiciens et techniciens ayant contribué à son enregistrement.
Le titre de l'album est annoncé plusieurs mois avant sa sortie, lors de l'émission de John Peel In Concert du 20 juin 1971. C'est un cas presque unique dans la discographie de David Bowie, qui a tendance à attendre la dernière minute pour donner un titre définitif à ses albums. L'expression familière hunky-dory, qu'on pourrait traduire en français par « au poil » ou « comme sur des roulettes », est une suggestion de Bob Grace.

## Fiche technique

### Chansons

#### Album original
Toutes les chansons sont écrites et composées par David Bowie, sauf Fill Your Heart (Biff Rose, Paul Williams).
| 1. | Changes               | 3:33 |
| 2. | Oh! You Pretty Things | 3:12 |
| 3. | Eight Line Poem       | 2:53 |
| 4. | Life on Mars?         | 3:48 |
| 5. | Kooks                 | 2:49 |
| 6. | Quicksand             | 5:03 |

| 7.  | Fill Your Heart     | 3:07 |
| 8.  | Andy Warhol         | 3:53 |
| 9.  | Song for Bob Dylan  | 4:12 |
| 10. | Queen Bitch         | 3:13 |
| 11. | The Bewlay Brothers | 5:21 |

#### Rééditions
En 1990, Hunky Dory est réédité au format CD par Rykodisc/EMI avec quatre chansons supplémentaires.
| 12. | Bombers (inédit)                   | 2:38 |
| 13. | The Supermen (autre version)       | 2:41 |
| 14. | Quicksand (démo)                   | 4:43 |
| 15. | The Bewlay Brothers (autre mixage) | 5:19 |

### Interprètes
- David Bowie : chant, guitare, saxophone alto et ténor, piano
- Mick Ronson : guitare, mellotron, chœurs, arrangements des cordes
- Trevor Bolder : basse, trompette sur Kooks
- Mick Woodmansey : batterie
- Rick Wakeman : piano
- Ken Scott : voix et synthétiseur ARP sur Andy Warhol[17]

### Équipe de production
- Ken Scott : producteur, ingénieur du son, mixage
- David Bowie (« The Actor ») : producteur assistant
- Brian Ward : photographie
- Terry Pastor : colorisation de la pochette

### Classements et certifications
| Classement                    | Meilleure position | Année |
| ----------------------------- | ------------------ | ----- |
| Royaume-Uni (UK Albums Chart) | 3                  | 1973  |
| États-Unis (Billboard 200)    | 57                 | 2016  |
| France (SNEP)                 | 62                 | 2016  |
| Suisse (Schweizer Hitparade)  | 32                 | 2016  |
| Autriche (Ö3 Austria Top 40)  | 52                 | 2016  |
| Suède (Sverigetopplistan)     | 16                 | 2016  |
| Norvège (VG-lista)            | 23                 | 2016  |
| Danemark (Tracklisten)        | 26                 | 2016  |
| Italie (FIMI)                 | 57                 | 2016  |
| Australie (ARIA)              | 45                 | 2016  |
| Nouvelle-Zélande (RIANZ)      | 30                 | 2016  |

| Pays              | Certification | Date            | Ventes certifiées |
| ----------------- | ------------- | --------------- | ----------------- |
| Royaume-Uni (BPI) | Platine       | 25 janvier 1982 | 300 000           |